# Maoz Vegetarian

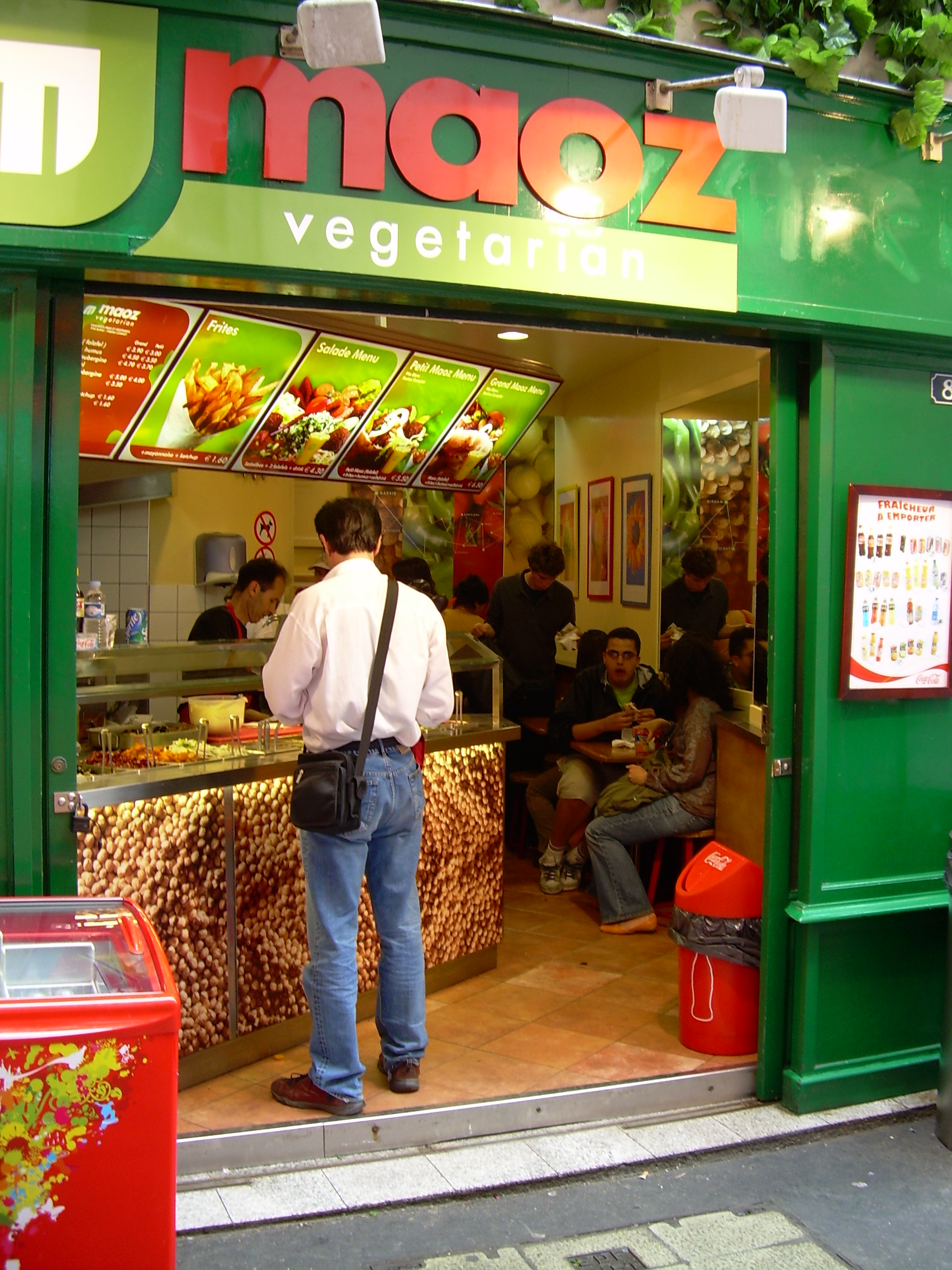
Restaurant Maoz Vegetarian a París.

Maoz Vegetarian és una cadena de menjar ràpid de falafels, que serveix un menjar estrictament vegetarià i que fou creat amb la missió d'expandir el mode de vida vegà arreu del Món. La cadena va ser fundada per un matrimoni israelià que vivia en la capital dels Països Baixos, Amsterdam. El primer restaurant va obrir en 1991 a Reguliersbreestraat, Amsterdam, i el primer establiment fora dels Països Baixos va obrir en 1996.
L'expansió de la franquícia ha estat ràpida, amb almenys quatre establiments oberts solament en 2007, a Europa, Amèrica del Nord, i Austràlia. Tanmateix, hi ha hagut algun tancament: un establiment situat a Múnic que va obrir a mitjans de l'any 2006 va tancar en febrer de 2008.
D'acord amb la pàgina de la companyia, les franquícies operant sota el nom de la companyia estan localitzades en els Països Baixos (8) així com als Estats Units (tres a Nova York i Philadelphia), França (una a París), Espanya (cinc a Barcelona i Madrid), el Regne Unit (una a Londres), Austràlia (una a Perth) i l'Índia (una a Mumbai).